# Нягань
Ня́гань (рос. Нягань, хант. Нәх) — місто у складі Ханти-Мансійського автономного округу Тюменської області, Росія. Адміністративний центр та єдиний населений пункт Няганського міського округу.
Розташоване уздовж залізниці Івдель — Приоб'є, має сполучення із Ханти-Мансійськом автомобільною дорогою.
Населення — 58201 особа (2018, 54890 у 2010, 52610 у 2002).

## Історія
Перші поселенці в тутешніх місцях з'явилися у 1930-х роках. 1954 року на річці Нягань-Юган було закладене селище лісозаготівлі, яке зараз відоме як Стара Нягань. Обсяги лісозаготівель росли, і 1965 року поряд було засновано селище Нях. 1 жовтня 1966 року був утворений Няганськой ліспромгосп.
1967 року до селища проклали залізницю, по ній пройшов перший потяг із одним вагоном. Рішенням облвиконкому утворена Няхинська сільська рада. 1978 року була утворена Красноленінська НафтоГазоРозвідувальна Експедиція (КНГРЕ), і незабаром була знайдена промислова нафта. Спочатку видобутком нафти та газу займалося об'єднання «КрасноленінськНафтоГаз», яке переросло у ВАТ «Кондпетролеум». З 1999 року видобуток веде ВАТ ТНК- Нягань. 2004 року обсяг видобутку склав 4,5 млн тонн нафти, а 2006 року — він уже дорівнював шести мільйонам тонн.
15 серпня 1985 року селищу Нях було присвоєно статус міста і перейменовано в сучасну назву.